# Powiat Nishikatsushika
Powiat Nishikatsushika (jap. 西葛飾郡 Nishikatsushika-gun) – dawny powiat w Japonii, w prefekturze Ibaraki.

## Historia

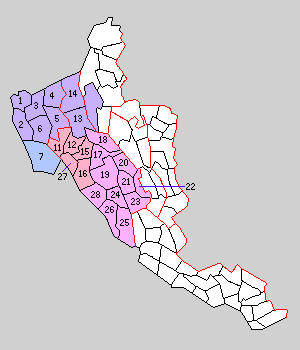
Powiat Nishikatsushika (1–7) (1889 r.)

Powiat został założony 2 grudnia 1878 roku w wyniku podziału powiatu Katsushika na mniejsze powiaty. Wraz z utworzeniem nowego systemu administracyjnego 1 kwietnia 1889 roku powiat Nishikatsushika został podzielony na miejscowość Kogę i 6 wiosek: Shingō, Katsushika, Okagō, Sakurai, Katori i Goka.
1 kwietnia 1896 roku powiat Nishikatsushika został połączony z powiatem Sashima. W wyniku tego połączenia powiat Nishikatsushika został rozwiązany.